# Lagosuchus talanpayenisis
Lagosuchus talanpayenisis és una espècie de petit arcosaure que va viure en el Triàsic mitjà. Es creu que està estretament emparentat amb els dinosaures, com a membre dels dinosauromorfs.
Lagosuchus és considerat per alguns com a nomen dubium i L. lilloensis va ser traslladat a un nou gènere, Marasuchus, per Paul Sereno l'any 1994.